# Campo de la Merced-Molinos Alta
Campo de la Merced-Molinos Alta es un barrio de la ciudad de Córdoba (España), perteneciente al distrito Centro. Está situado en zona centro-norte del distrito. Limita al norte con los barrios de Huerta de la Reina, Huerta de San Rafael, Santa Rosa y Valdeolleros; al este, con los barrios de El Carmen, Ollerías y Santa Marina; al sur, con el barrio de San Miguel-Capuchinos; y al oeste, con el barrio Centro Comercial.

## Monumentos y lugares de interés
- Jardines del Campo de la Merced
- Plaza de Colón
- Antiguo Convento de la Merced ( S. XVIII) , hoy Diputación Provincial